# Подъём (журнал)
«Подъём» — российский ежемесячный литературно-художественный журнал.

## История
Был основан в январе 1931 года. Изначально редакция журнала «Подъём» состояла из двух человек — ответственного редактора и секретаря.
Первый редактор журнала — Максим Подобедов.
В буклете журнала «Подъём», изданном в 2010 году, Иван Щёлоков пишет: «Старейший литературно-художественный журнал Черноземья был основан в январе 1931 года по инициативе первого секретаря Обкома ВКП(б) Центрально-Чернозёмной области Иосифа Варейкиса. Инициатива оказалась знаковой. В 20-30-е годы XX столетия после триумфальных побед красных войск над классовыми врагами революции начался массовый трудовой подъём беднейших слоев населения Российской империи, тогда еще не разочарованного репрессиями последующих лет. На этой волне и возникло название журнала „Подъём“. Бурно развивающаяся культурная жизнь той поры способствовала тому, что на сценах ведущих театров региона ставились спектакли, отражающие современную действительность, художники ЦЧО показывали свои работы на выставке в Воронеже, здесь же был открыт музей изобразительного искусства, выходили книги местных писателей».
Журнал «Подъём» выходит до июля 1935 года. Накануне Великой Отечественной войны вместо журнала «Подъём» выходит альманах «Литературный Воронеж», в котором в последующие годы печатаются многие художественные произведения писателей-фронтовиков. Журнал со своим первоначальным названием возвращается к читателю в 1956 году.
Изначально ориентируемый на писателей и поэтов Центрально-Чернозёмного района, с 1957 года «Подъём» приобретает статус всероссийского издания и затем становится одним из органов печати Союза писателей РСФСР. С этого времени среди постоянных авторов журнала — известные литераторы России, Украины, Белоруссии.
В 1990-е годы журнал «Подъём» оказывается на грани закрытия. Благодаря поддержке департамента культуры Воронежской области, закрытия журнала удалось избежать.
Журнал «Подъём» зарегистрирован Министерством печати и массовой информации РСФСР. Свидетельство о регистрации от 3 октября 1990 года № 331.
В наше время журнал выходит один раз в месяц тиражом 1000 экземпляров.
Журнал содержит следующие рубрики: «Проза», «Поэзия», «Критика», «Писатель и время», «Культура и искусство», «Духовное поле», «Перед лицом истории», «Между прошлым и будущим», «Память», «Далёкое-близкое», «Приметы времени», «Истоки», «Судьбы», «Исследования и публикации», «Точка зрения», «Путевые заметки», «Мнение читателя», «Обратная связь», «Платоновский фестиваль».
География авторов — широкая, в журнале «Подъём» представлены произведения писателей и поэтов Воронежского края, а также творчество литераторов из других областей России.

## Главные редакторы
Главными редакторами журнала «Подъём» в разные годы были:
- в 1930-е годы — прозаик Максим Подобедов
- в 1950-е годы — прозаик Константин Локотков
- в 1960-е годы — прозаик, драматург Фёдор Волохов
- 1973—1988 гг. — прозаик Виктор Попов
- 1988—1993 гг. — поэт Евгений Новичихин
- 1993—1996 гг. — поэт Александр Голубев
- 1997—2006 гг. — прозаик Иван Евсеенко
- 2006—2009 гг. — поэт Александр Голубев
- с 2009 г. — поэт Иван Щёлоков

## Авторы

### 1930-е годы
Михаил Булавин, Константин Гусев, Дмитрий Ерёмин, Николай Задонский, Павел Калецкий, Владимир Кораблинов, Ольга Кретова, Борис Песков, Лев Плоткин, Максим Подобедов, Петр Прудковский, Филипп Наседкин, Григорий Рыжманов, Михаил Сергеенко, Михаил Храпченко, Алексей Шубин.

### 1940-е годы
Григорий Бакланов, Борис Васильев, Константин Воробьёв, Юрий Гончаров, Егор Исаев, Михаил Касаткин, Павел Касаткин, Ольга Кожухова, Николай Коноплин, Василий Кубанев, Борис Песков, Николай Романовский, Евгений Носов, Павел Шубин, Михаил Тимошечкин.

### 1950-е годы
Анатолий Абрамов, Виктор Акаткин, Зиновий Анчиполовский, Василий Белов, Ирина Глебова, Владимир Гусев, Николай Задонский, Владимир Кораблинов, Леонид Коробков, Сергей Михалков, Екатерина Мущенко, Валентин Овечкин, Лариса Полякова, Александр Романовский, Тамара Никонова, Валентин Семёнов, Константин Симонов, Гавриил Троепольский.

### 1960-е годы
Юрий Бондарев, Федор Волохов, Владимир Гордейчев, Глеб Горышин, Юрий Гончаров, Евгений Дубровин, Борис Екимов, Анатолий Жигулин, Владимир Карпов, Виктор Лихоносов, Анатолий Мирошниченко, Александр Немировский, Борис Олейник, Петр Омельяненко, Эдуард Пашнев, Алексей Прасолов, Виктор Потанин, Петро Ребро, Нина Соротокина, Роман Харитонов, Михаил Чванов, Адольф Беляев, Иван Лысцов, Владимир Чубенко, Олег Шевченко, Николай Якушев.

### 1970-е годы
Леонид Артёменко, Валерий Барабашов, Людмила Бахарева, Виктор Беликов, Леонид Ширнин, Василий Белокрылов, Николай Белянский, Виктор Будаков, Александр Голубев, Олег Гуков, Иван Евсеенко, Анатолий Ионкин, Иван Лысцов, Михаил Каменецкий, Анна Королькова, Лев Коськов, Олег Ласунский, Геннадий Лутков, Вячеслав Лютый, Николай Малашич, Валерий Мартынов, Павел Мелёхин, Станислав Никулин, Евгений Новичихин, Василий Песков, Виктор Попов, Аркадий Пресман, Пётр Сысоев, Евгений Титаренко, Галина Умывакина, Пётр Чалый, Виктор Чекиров, Олег Шевченко, Леонид Южанинов.

### 1980-е годы
Павел Глаголев, Владимир Добряков, Анатолий Данильченко, Александр Зайцев, Павел Зябкин, Наталья Каширина, Алексей Лисняк, Евгений Люфанов, Рита Одинокова, Светлана Редько, Алексей Ряскин, Ирина Турбина, Галина Умывакина, Константин Феоктистов, Вера Часовских, Владимир Чернов, Сергей Чернов, Дмитрий Чугунов.

### 1990-е годы
Виктор Будаков, Василий Воргуль, Виталий Даренский, Вячеслав Дёгтев, Иван Евсеенко, Михаил Ткачёв, Сергей Трахимёнок.

### 2000-е годы
Наталья Моловцева, Иван Щёлоков, Александр Ягодкин, Лидия Сычёва, Валентин Нервин, Виктор Никитин;

### 2010-е годы
Александр Арцибашев, Валерий Барабашов, Юрий Бондарев, Виталий Гадиятов, Егор Исаев, Александр Клименко, Ольга Кожухова, Владимир Куницын, Евгений Новичихин, Аркадий Макаров, Сергей Пылев, Валентин Сидоров, Нина Стручкова, Элизабет Холдинг, Евгений Шишкин.
Деление на года несколько условное, поскольку многие литераторы, чьи произведения были опубликованы в «Подъёмe», сотрудничают с журналом на протяжении многих лет.

## Редколлегия
- Акаткин В. М.
- Бондарев Ю. В.
- Голубев А. А.
- Жихарев В. И.
- Иванов Г. В.
- Исаев Е. А.
- Лютый В. Д.
- Молчанов В. Е.
- Нестругин А. Г.
- Никитин В. Н.
- Никулин С. Н.
- Новичихин Е. Г.
- Новохатский В. Е.
- Сырнева С. А.
- Сычёва Л. А.
- Шемшученко В. И.